# Categoría Primera A 1965
Die Categoría Primera A 1965 war die achtzehnte Austragung der kolumbianischen Fußballmeisterschaft. Die Meisterschaft konnte zum ersten Mal Deportivo Cali vor Atlético Nacional gewinnen. Torschützenkönig wurde der Argentinier Perfecto Rodríguez von Independiente Medellín mit 38 Toren.
Es nahmen die gleichen 13 Mannschaften wie im Vorjahr teil.
Alle Mannschaften spielten viermal gegeneinander.
Aufgrund der anhaltenden Spaltung des kolumbianischen Fußballs blieb Kolumbien von allen internationalen Wettbewerben ausgeschlossen. Deswegen konnte der Meister nicht an der Copa Libertadores 1966 teilnehmen.

## Teilnehmer
Die folgenden Vereine nahmen an der Spielzeit 1965 teil.
| Mannschaft                                          | Stadt       | Departamento       |
| --------------------------------------------------- | ----------- | ------------------ |
| América de Cali                                     | Cali        | Valle del Cauca    |
| Atlético Nacional                                   | Medellín    | Antioquia          |
| Atlético Bucaramanga                                | Bucaramanga | Santander          |
| Once Caldas                                         | Manizales   | Caldas             |
| Deportivo Cali                                      | Cali        | Valle del Cauca    |
| Cúcuta Deportivo                                    | Cúcuta      | Norte de Santander |
| Independiente Santa Fe                              | Bogotá      | Bogotá             |
| Unión Magdalena                                     | Santa Marta | Magdalena          |
| Independiente Medellín                              | Medellín    | Antioquia          |
| Millonarios                                         | Bogotá      | Bogotá             |
| Deportivo Pereira                                   | Pereira     | Caldas 1           |
| Deportes Quindío                                    | Armenia     | Caldas 1           |
| Deportes Tolima                                     | Ibagué      | Tolima             |
| 1 Quindío und Risaralda wurden erst 1966 gegründet. |             |                    |

## Tabelle
| Pl. | Verein                 | Sp. | S  | U  | N  | Tore    | Diff. | Punkte |
| --- | ---------------------- | --- | -- | -- | -- | ------- | ----- | ------ |
| 1.  | Deportivo Cali         | 48  | 27 | 8  | 13 | 093:660 | +27   | 62:34  |
| 2.  | Atlético Nacional      | 48  | 22 | 16 | 10 | 071:580 | +13   | 60:36  |
| 3.  | Millonarios (M)        | 48  | 18 | 21 | 9  | 091:650 | +26   | 57:39  |
| 4.  | Deportivo Pereira      | 48  | 22 | 12 | 14 | 092:560 | +36   | 56:40  |
| 5.  | Santa Fe               | 48  | 22 | 12 | 14 | 099:740 | +25   | 56:40  |
| 6.  | América de Cali        | 48  | 14 | 22 | 12 | 077:670 | +10   | 50:46  |
| 7.  | Once Caldas            | 48  | 15 | 17 | 16 | 075:770 | −2    | 47:49  |
| 8.  | Independiente Medellín | 48  | 16 | 14 | 18 | 090:910 | −1    | 46:50  |
| 9.  | Atlético Bucaramanga   | 48  | 17 | 11 | 20 | 066:800 | −14   | 45:51  |
| 10. | Unión Magdalena        | 48  | 14 | 16 | 18 | 068:770 | −9    | 44:52  |
| 11. | Deportes Tolima        | 48  | 14 | 11 | 23 | 053:890 | −36   | 39:57  |
| 12. | Deportes Quindío       | 48  | 11 | 10 | 27 | 064:900 | −26   | 32:64  |
| 13. | Cúcuta Deportivo       | 48  | 10 | 10 | 28 | 053:102 | −49   | 30:66  |

| (M) | Meister 1964: Millonarios |

## Torschützenliste
| Pl. | Spieler               | Mannschaft             | Tore |
| --- | --------------------- | ---------------------- | ---- |
| 1.  | Perfecto Rodríguez    | Independiente Medellín | 38   |
| 2.  | Jorge Ramírez Gallego | Deportivo Cali         | 32   |
| 3.  | Efraín Padilla        | Deportivo Pereira      | 30   |